# Trombidium holosericeum
Trombidium holosericeum (лат.) — вид клещей-краснотелок из семейства Trombidiidae.

## Распространение
Встречается в Палеарктике, от Испании до Дальнего Востока России (до Камчатки и Курильских островов).

## Описание
Клещи кровяно-красного цвета, длиной около 3 мм (самцы от 1,4 до 2,9 мм, самки от 2,4 до 4,9 мм, личинки около 0,3 мм). Тело широкоовальное, гистеросома почти треугольная с выемкой сзади, имеют бархатистую кожу (благодаря густым коротким волоскам с утолщёнными кончиками). Педипальпы 5-члениковые. Ноги 7-члениковые (формула всех четырёх пар 7-7-7-7), лапки с двумя коготками. Обитает на земле, во мху. Взрослые клещи питаются растительной пищей, личинки паразитируют на пауках и насекомых.

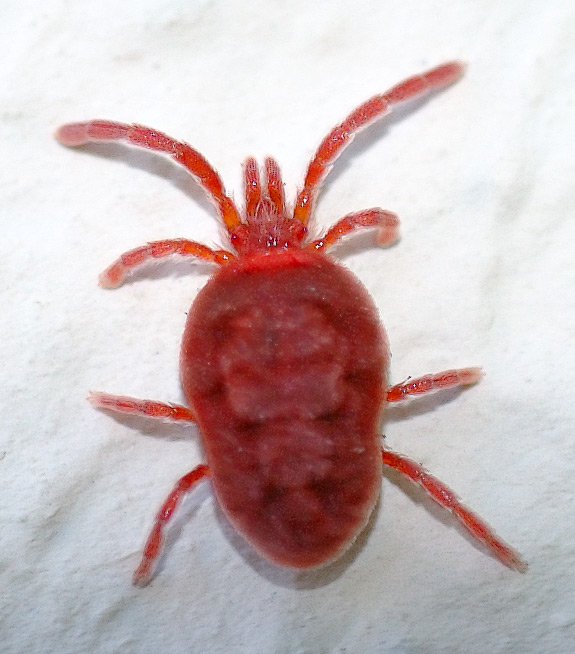
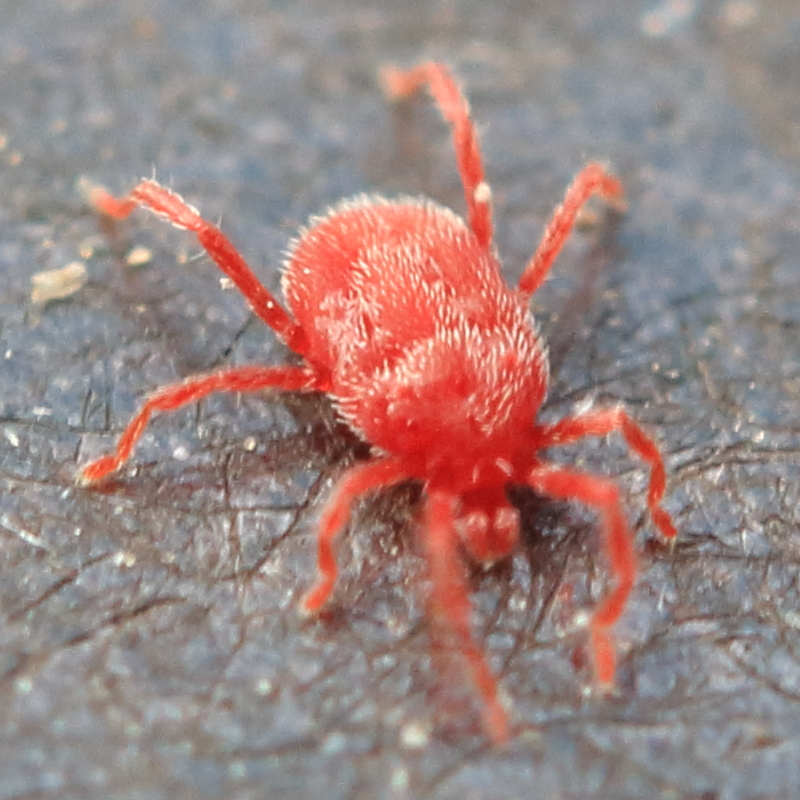
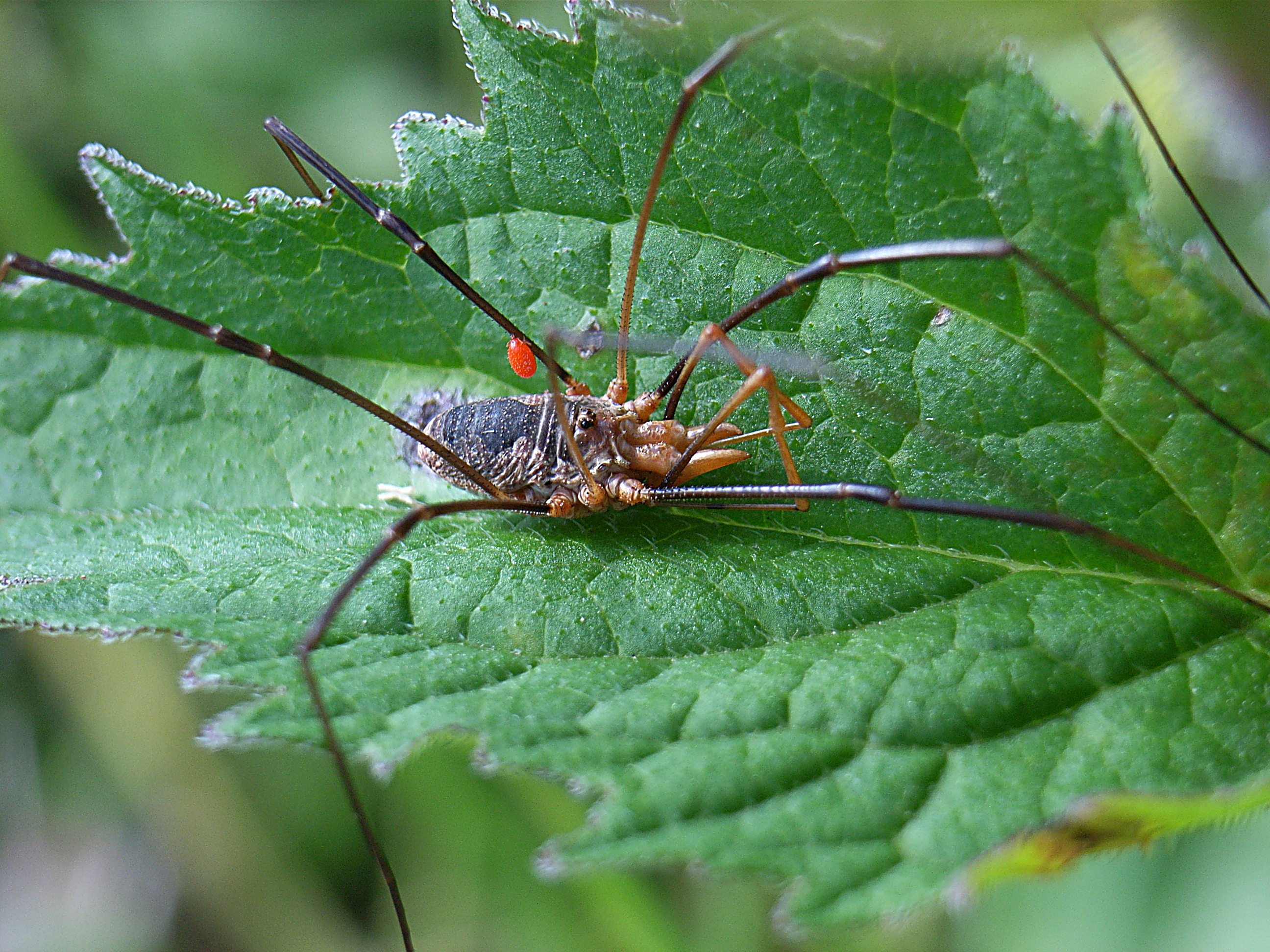
Личинка T. holosericeum на Phalangium opilio.
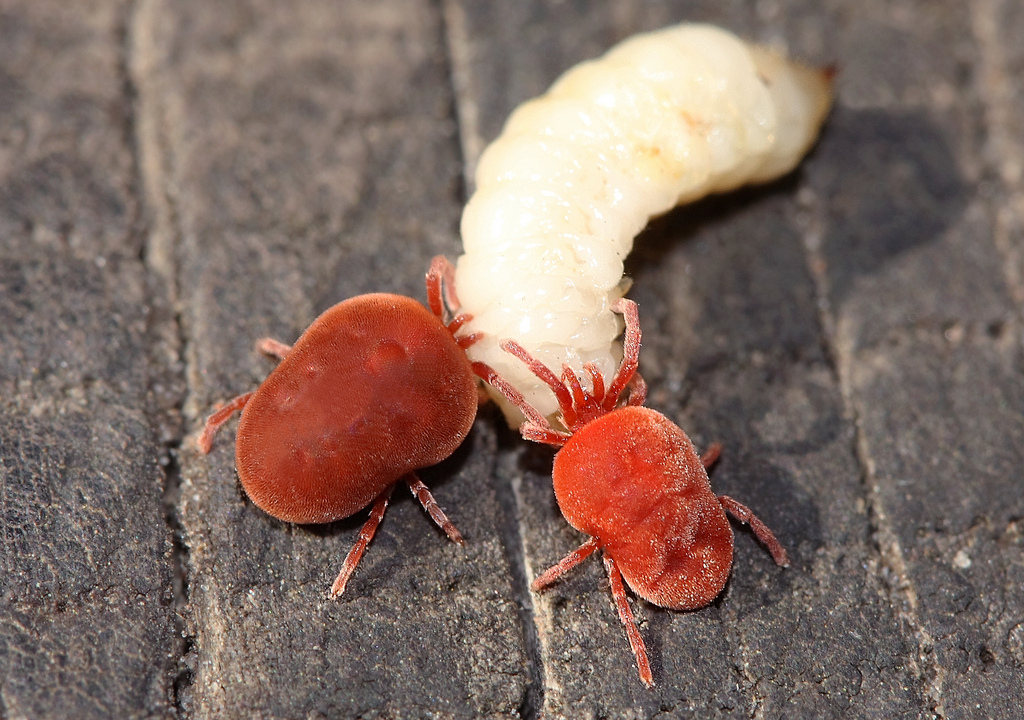
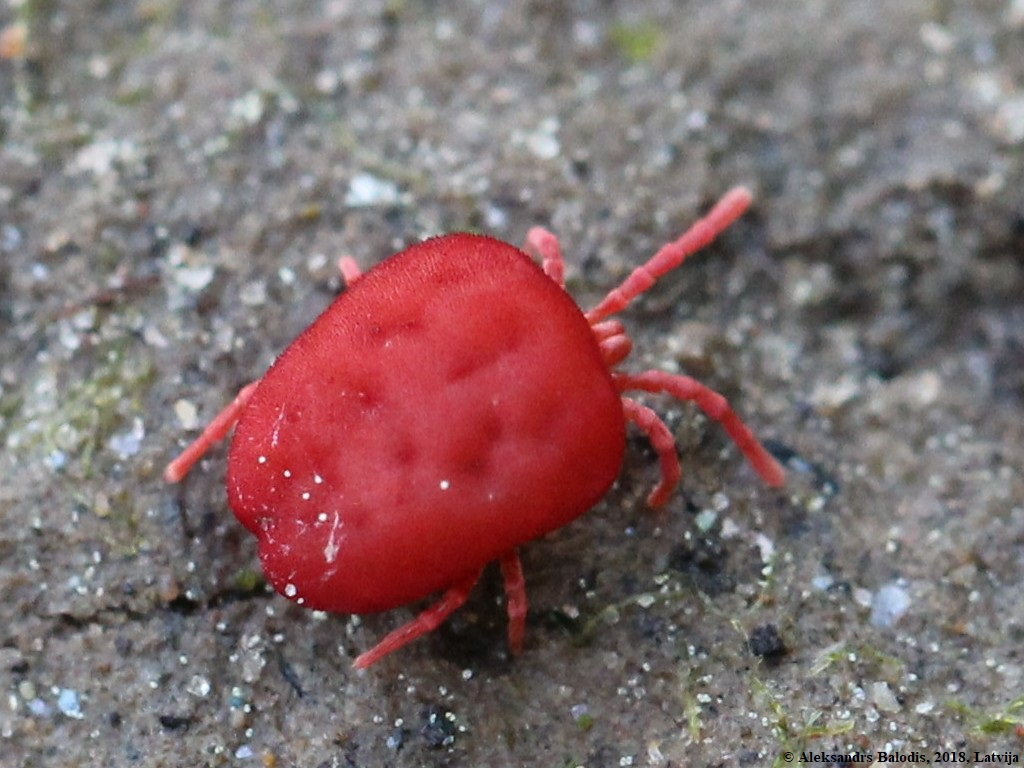

## Таксономия
Вид был впервые описан в 1758 году шведским натуралистом Карлом Линнеем под названием Acarus holosericeus Linnaeus, 1758. Выделение Иоганном Фабрицием в 1775 году рода Trombidium не сопровождалось указанием типового вида. Пьер Латрей в 1810 году в качестве типового вида рода впервые указал T.holosericeum.